# Andrew Hannah
Andrew Hannah (17 septembre 1864 – 17 juin 1940) était un joueur de football international écossais qui a manqué seulement deux matchs au poste d'arrière droit durant la saison du titre d'Everton en 1890-91.

## Carrière

### Renton
Né à Renton (Dunbartonshire), Hannah d'abord joua pour Renton FC, où il participa au titre non officiel de champions du monde contre West Bromwich Albion FC. Hannah impressionna ses adversaires qui le signa pour la première saison de la Football League  mais il fut incapable de s'installer à Stoney Lane et il retourna au club de sa ville natale.

### Everton
Le second appel de l'Angleterre pour Hannah vient d'Everton. Le club finit second du championnat durant la saison 1889–90. La saison suivante fut meilleure pour l'Écossais, qui remporta son premier titre. Il manqua seulement deux matchs de championnat et fut l'un des éléments essentiels de la conquête du titre. Après un problème sur la rente dui terrain d'Anfield Hannah retourna une troisième fois au club de Renton où il passa la saison suivante.

### Liverpool
En 1892, Hannah fut signé par John McKenna, manager avec W. E. Barclay du Liverpool Football Club, ce dernier avait été manager d'Everton précédemment. Hannah fut arrière de Liverpool dans le premier match en compétition du club, une victoire 8–0 contre Higher Walton le 3 septembre 1892 en Lancashire League.
Hannah joua 73 fois pour Liverpool avant de partir en 1895, il ne parvint à marquer qu'un seul but lors d'une victoire 2–0 contre Burslem Port Vale le 14 avril 1894.

### Écosse
Hannah fit une apparition avec l'Écosse le 10 mars 1888, une victoire 5–1 contre le Pays de Galles à Easter Road, Édimbourg.